# Kanzel (Markt Erlbach)

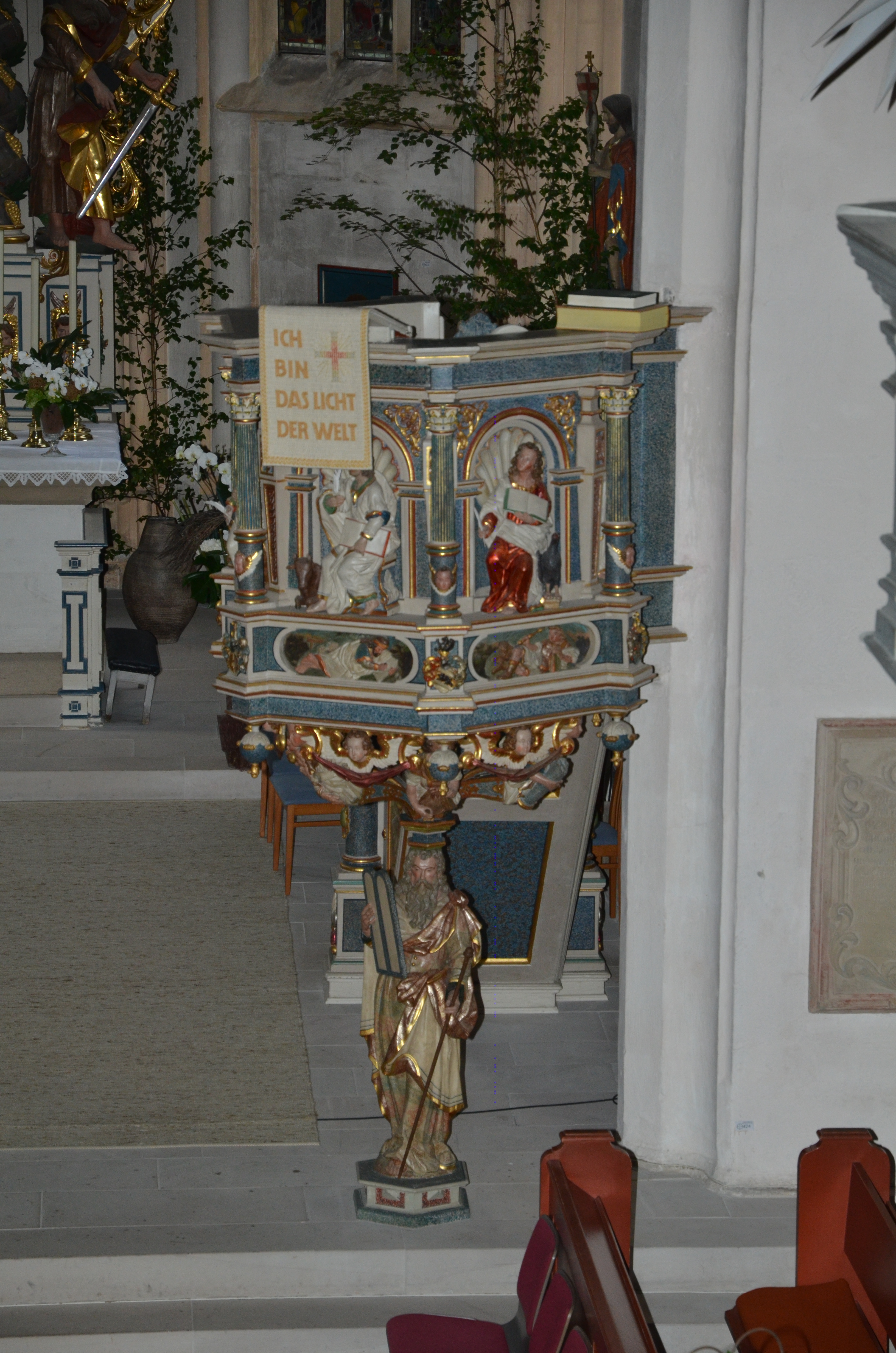
Kanzel in Markt Erlbach

Die Kanzel der evangelischen Pfarrkirche St. Kilian in Markt Erlbach, einer Marktgemeinde im mittelfränkischen Landkreis Neustadt an der Aisch-Bad Windsheim in Bayern, wurde 1621 geschaffen. Die Kanzel ist als Teil der Kirchenausstattung ein geschütztes Baudenkmal. 
Die Kanzel, die von Georg Brenck dem Älteren geschaffen wurde, kam 1718 aus der Johanneskirche in Ansbach nach Markt Erlbach. Am Kanzelfuß ist Moses mit den Gesetzestafeln und am Kanzelkorb sind die vier Evangelisten mit ihren Symbolen dargestellt.
Der reich dekorierte Schalldeckel wird vom Auferstehungschristus bekrönt.

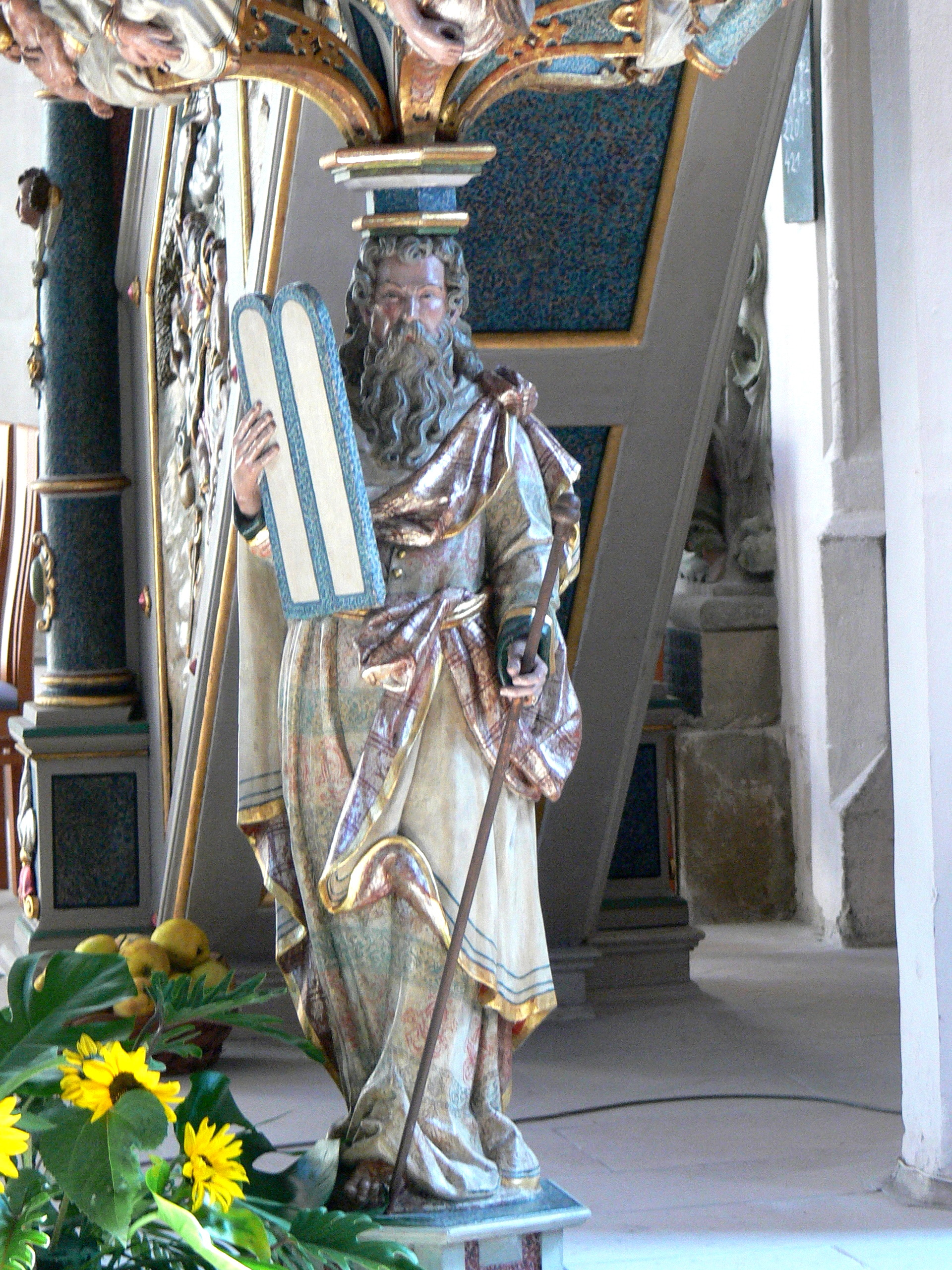
Moses mit den Gesetzestafeln am Kanzelfuß
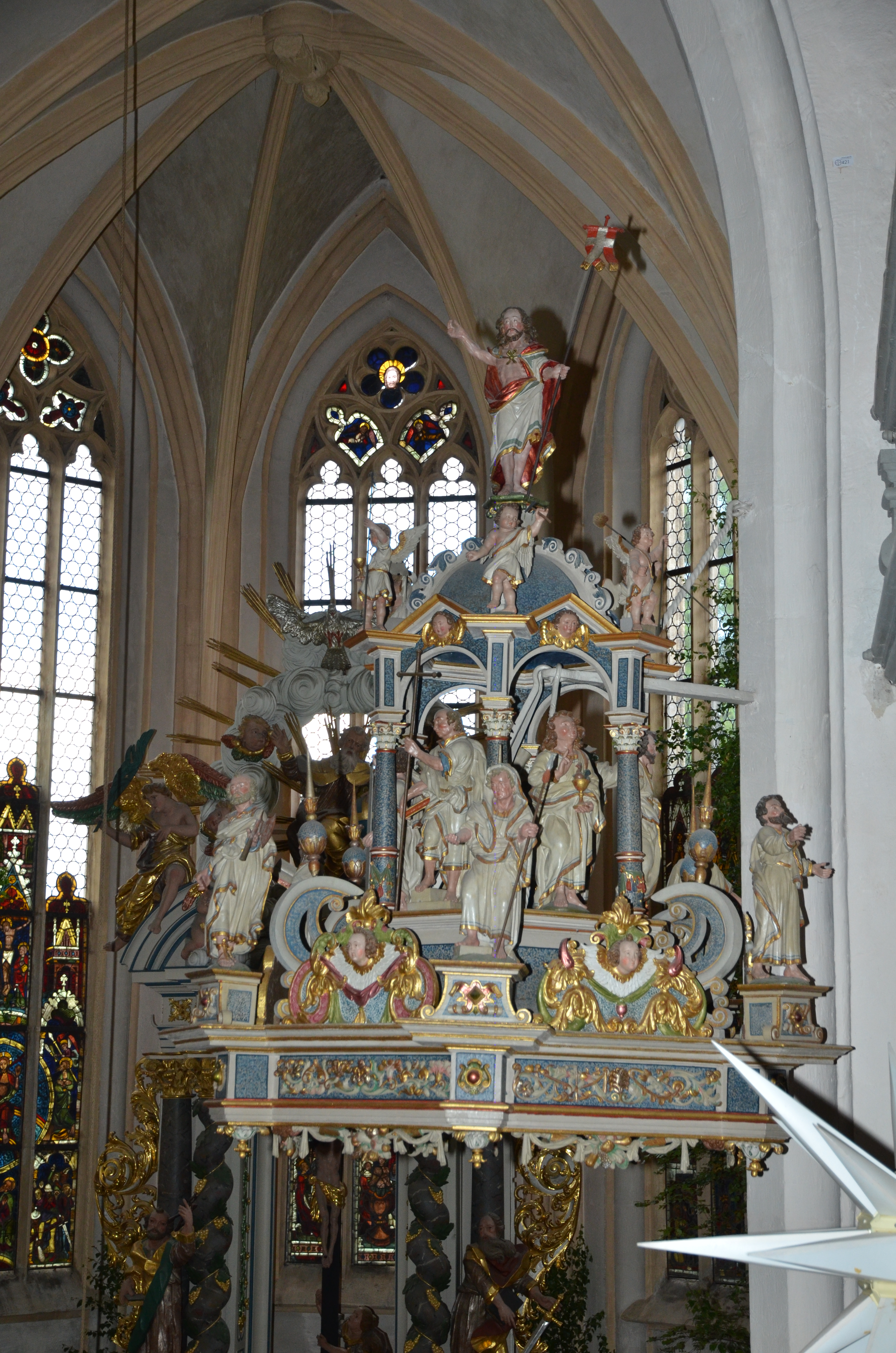
Schalldeckel
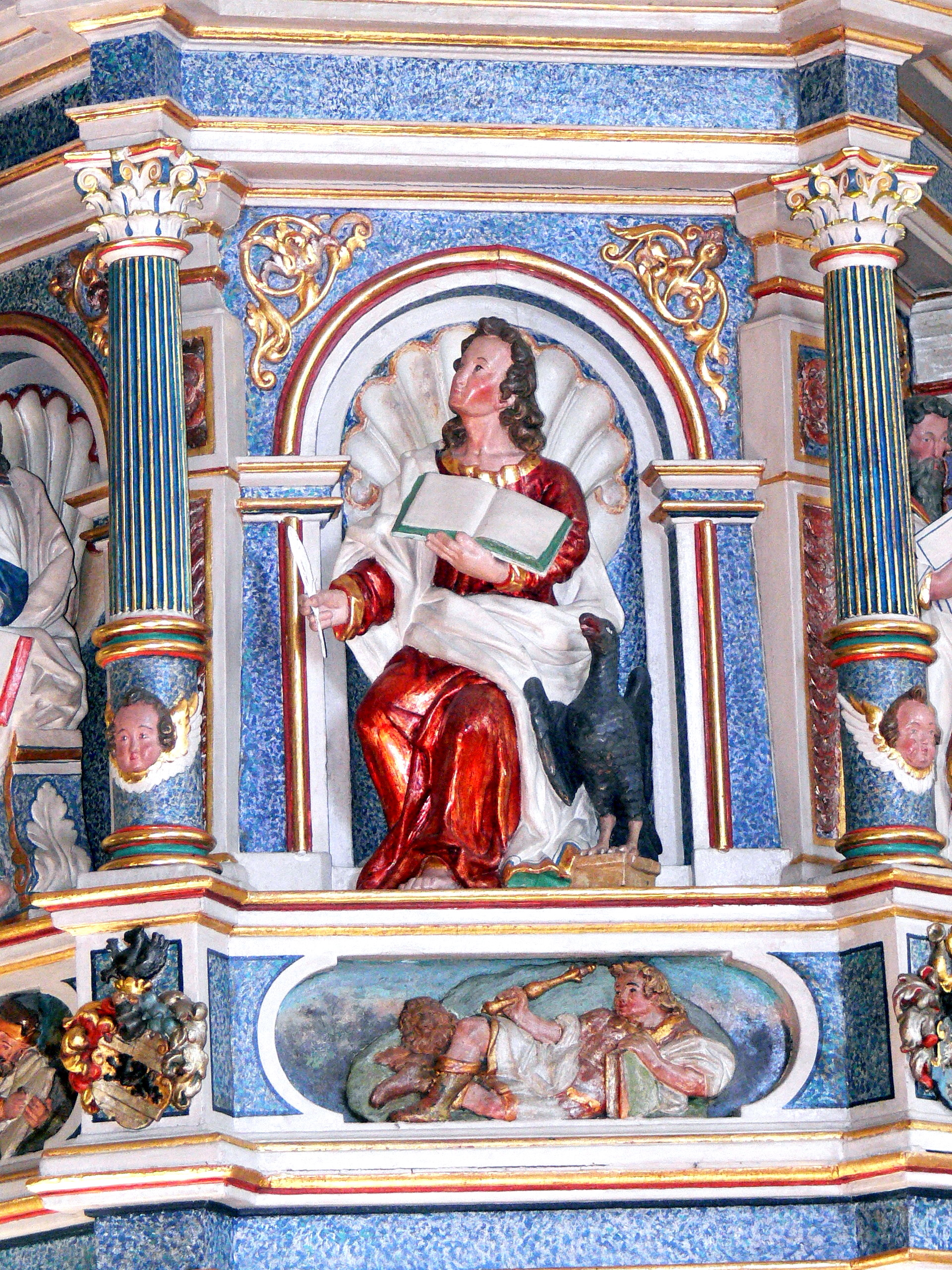
Evangelist Johannes mit Adler am Kanzelkorb
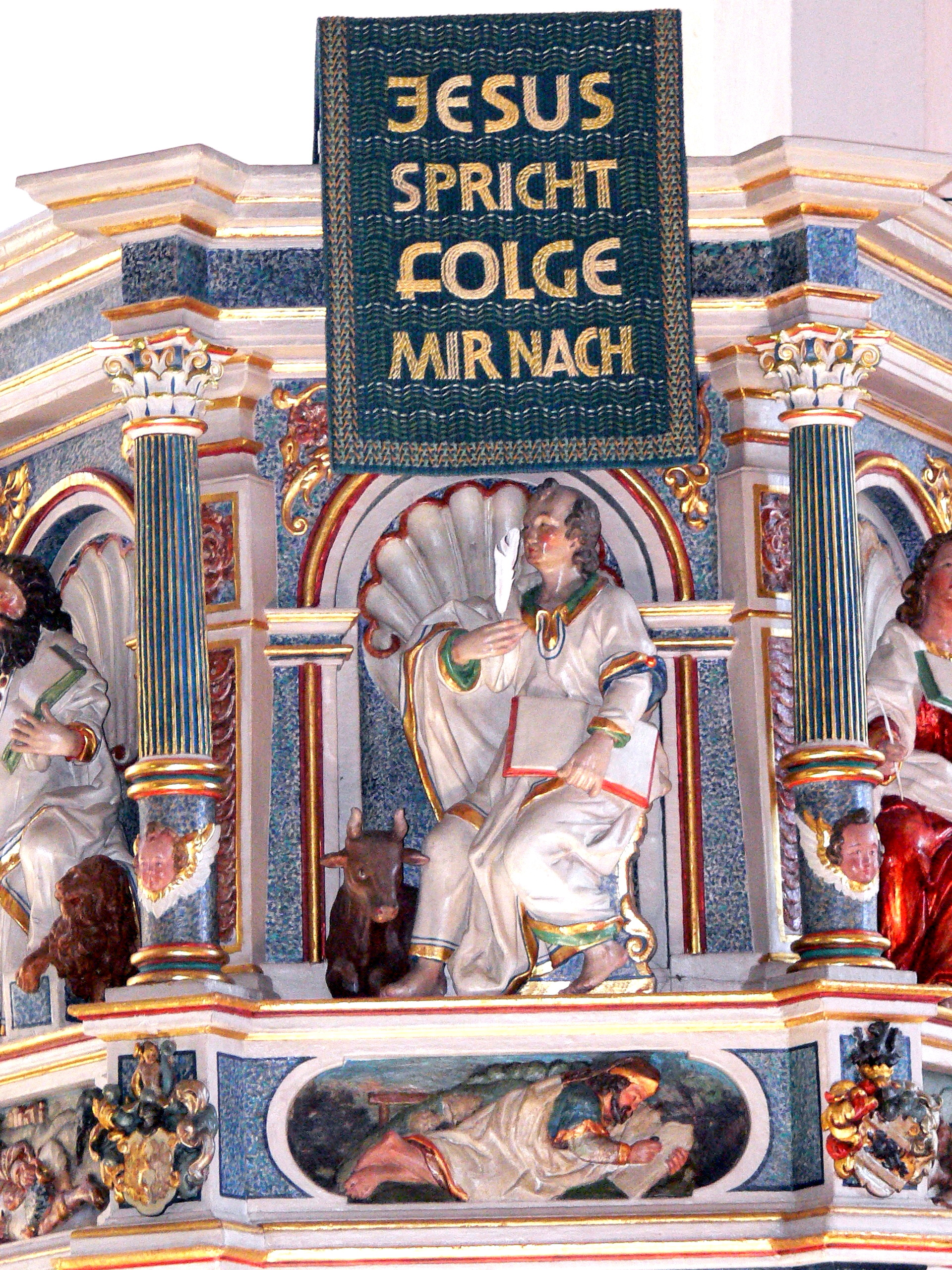
Evangelist Lukas mit Stier am Kanzelkorb